# Lista de primeiros-ministros da Geórgia
O primeiro-ministro da Geórgia é o chefe de governo da Geórgia; costuma ser o ministro mais experiente dentro do governo do país, e é indicado pelo presidente.

## Lista de chefes de governo da Geórgia (1918-atualidade)

### República Democrática da Geórgia(1918-1921)

#### Primeiros-ministros
- Noe Ramishvili (26 de maio de 1918 - 24 de junho de 1918)
- Noe Jordania (24 de junho de 1918 - 18 de março de 1921)

### República Socialista Federativa Soviética Transcaucasiana(1922-1936) eRepública Socialista Soviética da Geórgia(1936-1991)

#### Chefes do Conselho de Comissários do Povo
- Polikarp Mdivani (7 de março de 1922 - abril de 1922)
- Sergey Kavtaradze (abril de 1922 - janeiro de 1923)
- Shalva Eliava (janeiro de 1923 - junho de 1927)
- Lavrenty Kartvelishvili (junho de 1927 - 1929)
- Filipp Makharadze (junho 1929 - janeiro 1931)
- Levan Sukhishvili (janeiro de 1931 - 22 de setembro de 1931)
- German Mgaloblishvili (22 de setembro de 1931 - junho de 1937)
- Valerian Bakradze (9 de julho de 1937 - 15 de abril de 1946)

#### Chefes do Conselho de Ministros
- Valerian Bakradze (15 de abril de 1946 - dezembro 1946) (1ª vez)
- Zakhary Chkhubianishvili (dezembro de 1946 - 6 de abril de 1952)
- Zakhary Kechkhoveli (6 de abril de 1952 - 16 de abril de 1953)
- Valerian Bakradze (16 de abril de 1953 - 20 de setembro de 1953) (2ª vez)
- Givi Javakhishvili (21 de setembro de 1953 - 17 de dezembro de 1975)
- Zurab Pataridze (17 de dezembro de 1975 - 5 de junho de 1982)
- Dmitry Kartvelishvili (2 de julho de 1982 - 12 de abril de 1986)
- Otar Cherkeziya (12 de abril de 1986 - 29 de março de 1989)
- Zurab Chkheidze (29 de março de 1989 - 14 de abril de 1989)
- Nodari Chitanava (14 de abril de 1989 - 15 de novembro de 1990)
- Tengiz Sigua (15 de novembro de 1990 - 18 de agosto de 1991)

### República da Geórgia(1991-atualidade)

#### Primeiros-ministros
- Murman Omanidze (18 de agosto de 1991 - 23 de agosto de 1991) (em exercício)
- Bessarion Gugushvili (23 de agosto de 1991 - 6 de janeiro de 1992)[α]
- Tengiz Sigua (6 de janeiro de 1992 - 6 de agosto de 1993)
- Eduard Shevardnadze (6 de agosto de 1993 - 20 de agosto de 1993) (em exercício)
- Otar Patsatsia (20 de agosto de 1993 - 5 de outubro de 1995)

#### Ministros de Estado
- Nikoloz "Niko" Lekishvili (8 de dezembro 1995 - 7 de agosto de 1998)
- Vazha Lortkipanidze (7 de agosto de 1998 - 11 de maio de 2000)
- Giorgi Arsenishvili (11 de maio de 2000 - 21 de dezembro de 2001)
- Avtandil Jorbenadze (21 de dezembro de 2001 - 27 de novembro de 2003)
- Zurab Jvania (27 de novembro de 2003 - 17 de fevereiro de 2004)

#### Primeiros-ministros
- Zurab Jvania (17 de fevereiro de 2004 - 3 de fevereiro de 2005)[1][2][3]
- Giorgi Baramidze (3 de fevereiro de 2005 - 17 de fevereiro de 2005) (em exercício)
- Zurab Noghaideli (17 de fevereiro de 2005 - 22 de novembro de 2007)
- Vladimer "Lado" Gurgenidze (22 de novembro de 2007 - 1 de novembro de 2008)
- Grigol Mgaloblishvili (1 de novembro de 2008 - 6 de fevereiro de 2009)
- Nika Gilauri (6 de fevereiro de 2009 - 4 de julho de 2012)
- Vano Merabishvili (4 de julho - 25 de outubro de 2012)
- Bidzina Ivanishvili (25 de outubro de 2012 - 20 de novembro de 2013)
- Irakli Garibashvili (20 de novembro de 2013 - 30 de dezembro de 2015)
- Giorgi Kvirikashvili (30 de dezembro de 2015 - 13 de junho de 2018)
- Mamuka Bakhtadze (13 de junho de 2018 - 8 de setembro de 2019)
- Giorgi Gakharia (8 de setembro de 2019 - 22 de fevereiro de 2021)
- Irakli Garibashvili (22 de fevereiro de 2021 - 29 de janeiro de 2024)
- Irakli Kobakhidze (8 de fevereiro de 2024 - presente)